# František Chmiel
František Chmiel (* 15. červen 1997), je český profesionální fotbalový brankář momentálně působící v Baníku Ostrava.

## Klubová kariéra
Mladý brankář začal svoji kariéru v Českém Těšíně, odkud v roce 2009 zamířil do MFK Karviná. V roce 2013 pak do FC Baník Ostrava. V sezoně 2015/16 hrál v lize 6 zápasů. Následující sezonu hrál za juniorku. V sezoně 2017/18 odehrál jeden zápas proti SK Slavia Praha, kdy střídal zraněného Martina Šustra. V lednu 2018 odešel na půlroční hostovaní do MFK Vítkovice.